# Люсьєн Кассі-Куадіо
Люсьєн Кассі-Куадіо (фр. Lucien Kassi-Kouadio; 12 грудня 1963 — 4 грудня 2024) — івуарійський футболіст, що грав на позиції півзахисника, зокрема за «АСЕК Мімозас», а також за національну збірну Кот-д'Івуару, у складі якої — володар Кубка африканських націй.

## Клубна кар'єра
У дорослому футболі дебютував 1982 року виступами за команду «Стад Абіджан», в якій провів два сезони. 
Згодом з 1985 по 1987 рік перебував у складі французьких друголігових команд «Канн» та «Монсо Бургонь». У кожній із цих команд провів лише по декілька ігор, після чого поевернувся на батьківщину, де приєднався до лав «АСЕК Мімозас». Відіграв за цю абіджанську команду наступні сім сезонів своєї ігрової кар'єри.
Завершував ігрову кар'єру в «Африка Спортс», за який виступав протягом 1994—1995 років.

## Виступи за збірну
1989 року дебютував в офіційних матчах у складі національної збірної Кот-д'Івуару.
У складі збірної був учасником Кубка африканських націй 1990 року в Алжирі, Кубка африканських націй 1992 року в Сенегалі, де здобув титул континентального чемпіона, а також розіграшу Кубка конфедерацій 1992 року.
Загалом протягом чотирирічної кар'єри в національній команді провів у її формі 10 матчів, забивши 1 гол.

## Титули і досягнення
- Володар Кубка африканських націй (1):

1992